# Culex spiculothorax
Culex spiculothorax är en tvåvingeart som beskrevs av Bram 1967. Culex spiculothorax ingår i släktet Culex och familjen stickmyggor. Inga underarter finns listade i Catalogue of Life.